# Андріяненко Віра Іванівна
Андріяненко Віра Іванівна (21 березня 1946, Гадрут, Азербайджан — 31 серпня 2016, Луганськ) — українська вокалістка, народна артистка України (1993), почесний громадянин Луганська, лауреат багатьох співочих конкурсів. Проживала в місті Луганськ.

## Біографія
Андріяненко Віра Іванівна народилася в маленькому містечку Гадрут в Азербайджані. Закінчила Алма-Атинську консерваторію. Від 1975 року — солістка Луганської обласної філармонії, ставала дипломатом та лауреатом багатьох вокальних конкурсів за часів СРСР. Працювала в 1977 році в журі 1-го міжнародного конкурсу української пісні «Молода гвардія».
Андріяненко гастролювала в Україні, Росії, Білорусі, Прибалтиці, Угорщині, Болгарії, Франції, Англії, Італії, Іспанії, Туреччині.
Працювала — доцентом музичного-педагогічного факультету Луганського педагогічного інституту ім. Т. Г. Шевченка. Професор Східноукраїнського національного університету ім. Володимира Даля. Викладає вокал у Луганському державному інституті культури та мистецтв.
Віра Іванівна Андріяненко була Президентом Благодійного культурного фонду ім. Юрія Богатікова.

## Творчість
Репертуар співачки складали камерні твори Д. Перголезі, К. Глюка, К. Дебюссі, М. Равеля, М. Римського-Корсакова. В сольних концертах вокалістки були широко представлені українські і російські народні пісні, українські романси Федора Надененка, Олександра Журбіна, Левка Колодуба, Лесі Дичко.

## Звання і нагороди
- Народна артистка України — 1993 рік.
- Почесний громадянин Луганська.
- Лауреат міжреспубліканського конкурсу республік Середньої Азії і Казахстану — Фрунзе, 1972 рік
- Лауреат республіканського конкурсу камерних виконавців «Золота осінь» — Київ, 1979 рік
- Дипломант Всесоюзного конкурсу вокалістів ім. Глінки — Тбілісі, 1975 рік
- Співачка брала участь в міжнародних фестивалях Харківські асамблеї (1993), Київ-музик-фест-93.